# Secretariat (filme)
Secretariat (bra: Secretariat - Uma História Impossível; prt: Secretariat) é um filme estadunidense de 2010, do gênero drama esportivo, dirigido por Randall Wallace para a Walt Disney Pictures, com roteiro de Mike Rich.
Conta a história do cavalo puro-sangue inglês Secretariat, vencedor da tríplice coroa do hipismo.

## Elenco
| Ator/Atriz              | Papel             |
| ----------------------- | ----------------- |
| Diane Lane              | Penny Chenery     |
| John Malkovich          | Lucien Laurin     |
| Dylan Walsh             | Jack Tweedy       |
| Margo Martindale        | Miss Ham          |
| Nelsan Ellis            | Eddie Sweat       |
| Otto Thorwarth          | Ronnie Turcotte   |
| Fred Dalton Thompson    | Bull Hancock      |
| James Cromwell          | Ogden Phipps      |
| Scott Glenn             | Chris Chenery     |
| Michael Harding         | E.V. Benjamin     |
| Richard Fullerton       | Robert Kleburg    |
| Tim Ware                | John Galbreath    |
| Nestor Serrano          | Pancho Martin     |
| Keith Austin            | Laffit Pincay     |
| Kevin Connolly          | Bill Nack         |
| Eric Lange              | Andy Beyer        |
| Drew Roy                | Seth Hancock      |
| Carissa Capobianco      | Sarah Tweedy      |
| AJ Michalka             | Kate Tweedy       |
| Sean Michael Cunningham | Chris Tweedy      |
| Jacob Rhodes            | John Tweedy       |
| Dylan Baker             | Hollis Chenery    |
| Graham McTavish         | Earl Jansen       |
| Tom Foley               | Jimmy Gaffney     |
| Grant Whitacre          | Paul Feliciano    |
| Forry Smith             | Obnoxious Owner   |
| Tom Clark               | CBS Anchor        |
| Ken Strunk              | Dr. Manuel Gilman |